# Whymperia incauta
Whymperia incauta är en stekelart som först beskrevs av Cameron 1886.  Whymperia incauta ingår i släktet Whymperia och familjen brokparasitsteklar. Inga underarter finns listade i Catalogue of Life.